# Cytherella bathyalis
Cytherella bathyalis is een mosselkreeftjessoort uit de familie van de Cytherellidae. De wetenschappelijke naam van de soort is voor het eerst geldig gepubliceerd in 1982 door Bonaduce, Ciliberto, Masoli, Minichelli & Pugliese.